# Hamid Ali-Doosti

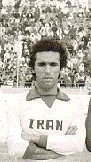
Hamid Ali-Doosti

Hamid Ali-Doosti (anhörenⓘ persisch حمید علیدوستی; * 1. Januar 1956) ist ein ehemaliger iranischer Fußballspieler und jetziger Trainer.
Der Stürmer absolvierte in der Saison 1986/87 insgesamt 30 Spiele für den FSV Salmrohr in der 2. Fußball-Bundesliga und erzielte dabei 10 Tore.
Er spielte die überwiegende Zeit seiner Karriere für den iranischen Club Homa FC und war 28-mal für die Iranische Fußballnationalmannschaft im Einsatz, wobei er auf 14 Tore kam.
Als Trainer betreute er u. a. Homa FC und Paykan FC (2000–2002) sowie die iranische U20-Nationalmannschaft (2003–2004). Heute arbeitet Ali-Doosti als Trainer von Sorkhpooshan FC in der 1. Iranischen Liga.

## Privates
Seine Tochter Taraneh ist eine bekannte Schauspielerin, und sein Sohn Pouyan starb im März 2005 im Alter von 16 Jahren beim jährlichen persischen Feuerfestival Tschahar Schanbe Suri.